# Víctor Lis Quibén
Víctor Lis Quibén (Buenos Aires, 1893 - Pontevedra, 1963) fou un metge i polític gallec. La seva família era originària de Cotobade. D'ideologia monàrquica, durant la dictadura de Primo de Rivera fou membre del somatent i el 1930 fou escollit regidor de l'ajuntament de Pontevedra, càrrec del qual fou suspès el 1932 després de l'intent de cop del general José Sanjurjo. A les eleccions generals espanyoles de 1933 fou elegit diputat per la província de Pontevedra per la Unión Regional de Derechas, que agrupava dirigents agraris i de la CEDA. El mateix any, però, contactà amb José Antonio Primo de Rivera, qui l'encarregà l'organització de la Falange Española a Pontevedra. A les eleccions generals espanyoles de 1936 fou escollit novament diputat dins les llistes de Renovación Española. En esclatar la guerra civil espanyola es va posar immediatament de part dels sublevats i fou cap d'una Guàrdia Cívica que es dedicà a confiscar els locals dels sindicats obrers i organitzacions agràries de Pontevedra. També participà en la detenció del diputat Ignacio Seoane Fernández, en els successos de Salcedo (12 de desembre de 1936) i en la mort del guerriller Manuel González O Fresco (1937); en total, se'l considera responsable de la mort de 20 persones i de la detenció de 30 més. Assolí el grau de capità mèdic de sanitat militar. Després de la guerra abandonà la política i es dedicà a la investigació mèdica

## Obres
- La medicina popular en Galicia (1949)